# Munji
Munji, även känt som Munjani, Munjani: منجاني ألڤزأن), Munjhan (مونجهان) och ibland som Munjiwar-språket, är ett pamirspråk som talas i Munjan-dalen i Kuran wa Munjan-distriktet i Badakhshan-provinsen i nordöstra Afghanistan. Det är nära besläktat med yidgha-språket, som talas i den övre Lotkoh-dalen i Chitral-distriktet, väster om Garam Chashma i Khyber Pakhtunkhwa, Pakistan.
Historiskt sett uppvisar Munji den närmaste språkliga släktskapen med det numera utdöda baktriska språket.
Området kring Garam Chashma fick strategisk betydelse under sovjetisk-afghanska kriget. Under invasionen lyckades inte de sovjetiska styrkorna stoppa flödet av vapen och soldater över Dorahpasset, som skiljer Chitral i Pakistan från Badakhshan i Afghanistan. I området förekom två olika dialekter: den norra dialekten i Mamalgha-dalen och den södra i Munjan-dalen. Språket har spridit sig till delar av Chitral sedan kriget i Afghanistan tvingade Munji-talande att fly till säkrare områden.
Trots att dari är det dominerande språket i regionen är attityden gentemot Munji mycket positiv, och bland talarna förutspår få att språket kommer att minska i användning.